# Liste der Biografien/He
Liste der Biografien |
Portal Biografien |
Personensuche
# |
A |
B |
C |
D |
E |
F |
G |
H |
I |
J |
K |
L |
M |
N |
O |
P |
Q |
R |
S |
T |
U |
V |
W |
X |
Y |
Z |
?
 
Ha |
Hd |
He |
Hi |
Hj |
Hk |
Hl |
Hm |
Hn |
Ho |
Hr |
Hs |
Ht |
Hu |
Hv |
Hw |
Hy
 
Hea |
Heb |
Hec |
Hed |
Hee |
Hef |
Heg |
Heh |
Hei |
Hej |
Hek |
Hel |
Hem |
Hen |
Heo |
Hep |
Heq |
Her |
Hes |
Het |
Heu |
Hev |
Hew |
Hex |
Hey |
Hez
Die Liste der Biografien führt alle Personen auf, die in der deutschsprachigen Wikipedia einen Artikel haben. Dieses ist eine Teilliste mit 73 Einträgen von Personen, deren Namen mit den Buchstaben „He“ beginnt.

## He
- He († 189), chinesische Kaiserin der Han-Dynastie
- He Dan Jia († 1526 v. Chr.), König der Shang-Dynastie
- He Dog (1838–1936), indianischer Häuptling der Oglala-Lakota-Sioux
- He Guoqiang (* 1943), chinesischer Politiker
- He Ji (1188–1269), neokonfuzianischer Philosoph
- He Jiankui (* 1984), chinesischer BiophysikerHe Jiankui (* 1984)

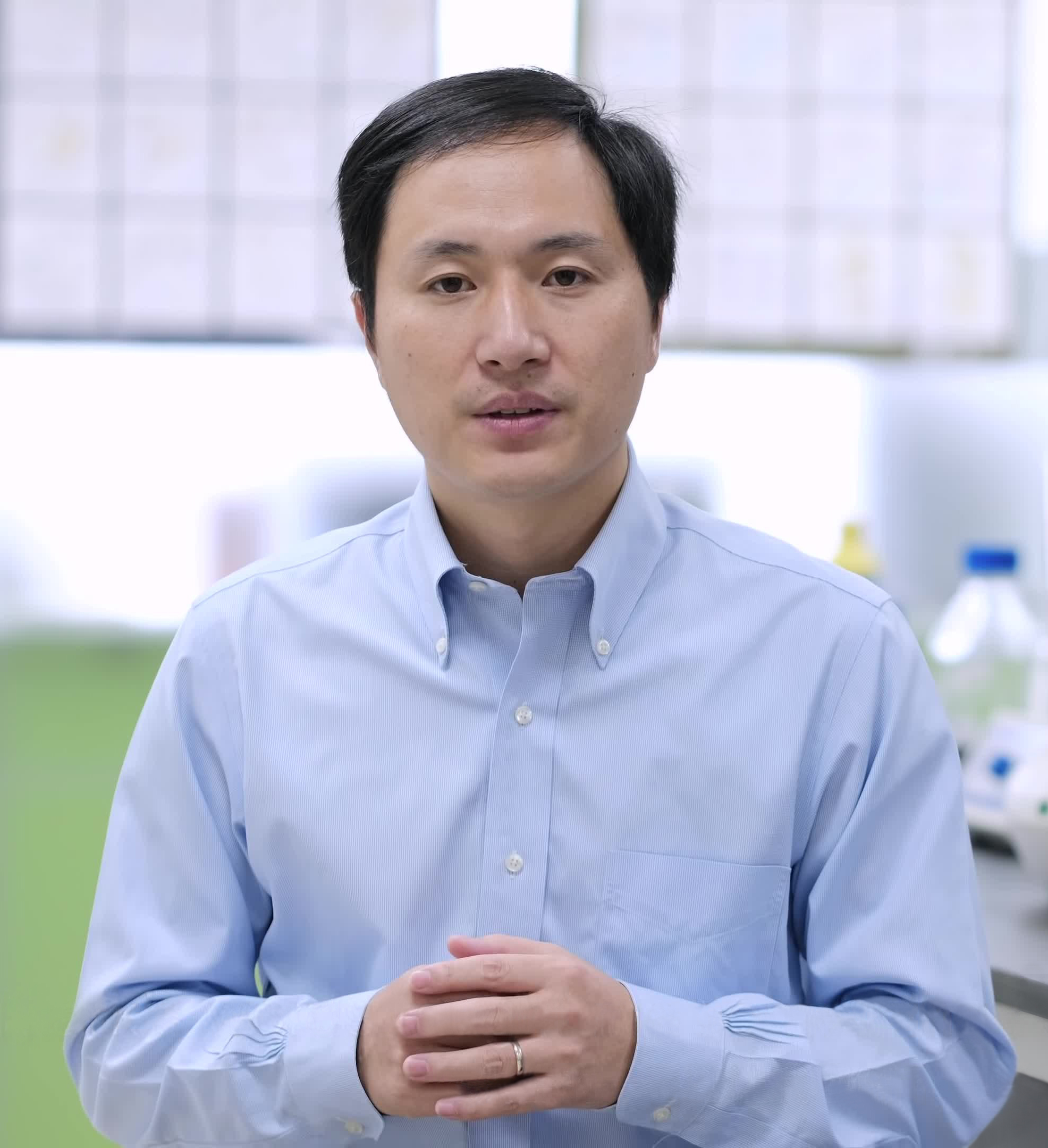
He Jiankui (* 1984)

- He Jin († 189), Oberbefehlshaber der Armee zur Zeit der Han-Dynastie
- He Man, Offizier der Gelben Turbane während des Niedergangs der Han-Dynastie im alten China
- He Ping, chinesischer Generalmajor und Unternehmer
- He Weidong (* 1957), chinesischer Politiker in der Volksrepublik China und General der Volksbefreiungsarmee
- He Xiangjian (* 1942), chinesischer Unternehmer
- He Xiu (129–182), chinesischer Philosoph und Philologe
- He Yan († 249), chinesischer Politiker und Philosoph der Zeit der Drei Reiche
- He Yi, Offizier der Gelben Turbane
- He Yin (* 1992), chinesischer Eishockeyspieler
- He Yong (* 1940), chinesischer Politiker (Volksrepublik China), Minister für Disziplinaraufsicht und ZK-Sekretär
- He Zeqing, Paul (* 1968), chinesischer katholischer Bischof
- He Zhili (* 1964), chinesische und japanische Tischtennisspielerin
- He, Bingjiao (* 1997), chinesische Badmintonspielerin
- He, Chao (* 1992), chinesischer Wasserspringer
- He, Chong (* 1987), chinesischer Kunstspringer
- He, Chuan (* 1972), chinesisch-amerikanischer Chemiker
- He, Cui (* 1969), chinesischer Sheng-Spieler, Musikpädagoge und -produzent
- He, Cuilian (* 1991), chinesische Sportkletterin
- He, Cuiling (* 1955), chinesische Badmintonspielerin
- Hé, Dominique (* 1949), französischer Comiczeichner
- He, Guoqiang (* 2000), chinesischer Snookerspieler
- He, Hanbin (* 1986), chinesischer Badmintonspieler
- He, Hui (* 1972), chinesische Opern- und Konzertsängerin in der Stimmlage Sopran
- He, Jiahong (* 1953), chinesischer Jurist und Kriminalschriftsteller
- He, Jianping (* 1973), deutsch-chinesischer Grafikdesigner
- He, Jie (* 1998), chinesischer Langstreckenläufer
- He, Jinxian (* 2006), chinesischer Sprinter
- He, Jiting (* 1998), chinesischer Badmintonspieler
- He, Kaiserinmutter, chinesische Kaiserinmutter von Sun Hao
- He, Kang (1923–2021), chinesischer Politiker (Volksrepublik China), Landwirtschaftsminister
- He, Kexin, chinesische Kunstturnerin
- He, Lianping, chinesischer Badmintonspieler
- He, Lifeng (* 1955), chinesischer Politiker (Volksrepublik China)
- He, Lin (* 1974), chinesisch-US-amerikanische Molekularbiologin
- He, Long (1896–1969), chinesischer Armeeführer und Politiker
- He, Luli (1934–2022), chinesische Medizinerin und Politikerin (VR China)
- He, Lüting (1903–1999), chinesischer Komponist
- He, Mario (* 1993), österreichischer Poolbillardspieler
- He, Miao († 189), chinesischer General der Han-Dynastie
- He, Min (* 1992), chinesischer Wasserspringer
- He, Pingping (1988–2010), chinesischer Kleinwüchsiger, kleinster gehfähige Mann der Welt
- He, Qinglian (* 1956), chinesische Autorin, Wirtschafts- und Sozialwissenschaftlerin
- He, Ricky (* 1995), kanadischer Schauspieler
- He, Shangquan, chinesischer Badmintonspieler
- He, Sirin (* 1989), türkische Tischtennisspielerin
- He, Steven (* 1996), irischer Schauspieler und Komiker
- He, Ting Ru (* 1983), singapurische Politikerin, Anwältin und Mitglied der Arbeiterpartei
- He, Weifang (* 1960), chinesischer Jurist, Professor für Jura an der Peking-Universität
- He, Wenna (* 1989), chinesische Kunstturnerin
- He, Wuga (* 1998), chinesische Langstreckenläuferin
- He, Xi (* 1971), chinesischer Schriftsteller
- He, Xianghong (* 1998), chinesischer Leichtathlet
- He, Xiangyang (* 1962), chinesischer Badmintonspieler
- He, Xinyin (1517–1579), chinesischer Vertreter der Taizhou-Schule des Neokonfuzianismus
- He, Xuhua (* 1979), chinesischer Mathematiker
- He, Yanwen (* 1966), chinesische Ruderin
- He, Yiming (* 1962), chinesischer Badmintonspieler, später für Hongkong startend
- He, Ying (* 1977), chinesische Bogenschützin
- He, Yingqiang (* 1965), chinesischer Gewichtheber
- He, Yinli (* 1988), chinesische Langstreckenläuferin
- He, Yinqin (1890–1987), chinesischer General und Politiker
- He, Zehui (1914–2011), chinesische Kernphysikerin
- He, Zhiwen (* 1962), spanischer Tischtennisspieler chinesischer Abstammung
- He, Zhuojia (* 1998), chinesische Tischtennisspielerin
- He, Zhuoqiang (* 1967), chinesischer Gewichtheber
- He, Zi (* 1990), chinesische Wasserspringerin
- He, Zizhen (1909–1984), chinesische Ehefrau von Mao ZedongHe Zizhen (1909–1984)

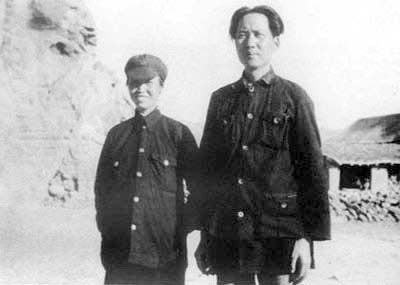
He Zizhen (1909–1984)